# Semidalis angusta
Semidalis angusta är en insektsart som först beskrevs av Banks 1906.  Semidalis angusta ingår i släktet Semidalis och familjen vaxsländor. Inga underarter finns listade i Catalogue of Life.